# فرودگاه چفورناک
فرودگاه چفورناک (به انگلیسی: Chefornak Airport) یک فرودگاه همگانی با کد یاتا CYF است که یک باند فرود شن و خاک دارد و طول باند آن ۷۶۲ متر است. این فرودگاه در شهر چفورناک، آلاسکا کشور ایالات متحده آمریکا قرار دارد و در ارتفاع ۱۲ متری از سطح دریا واقع شده‌است.